# Eine einfache Geschichte
Eine einfache Geschichte (Originaltitel Une histoire simple) ist ein französischer Spielfilm von Claude Sautet aus dem Jahr 1978. Wie schon in Sautets Filmdrama César und Rosalie verkörpert Romy Schneider als Protagonistin Marie eine sich emanzipierende Frau und Mutter in der Mitte des Lebens. Bruno Cremer spielt Maries Ex-Mann und Claude Brasseur ihren Lebensgefährten. 1980 wurde Eine einfache Geschichte für den Oscar in der Kategorie „Bester fremdsprachiger Film“ nominiert.

## Handlung
Die 39-jährige Modezeichnerin Marie hat aus ihrer ersten und einzigen Ehe einen 16-jährigen Sohn, Martin, zu dem sie ein offenes, vertrauensvolles Verhältnis pflegt. Innerlich entfernt hat sie sich von ihrem Lebensgefährten Serge, der sich in der Modebranche selbstständig gemacht hat. Nach reiflicher Überlegung und ohne sein Wissen entschließt sie sich, das Kind, das sie von ihm erwartet, abzutreiben, und sich zugleich von ihm zu trennen und allein zu leben. Ihre Mutter missbilligt das; im Kreis ihrer vier engsten Freundinnen (die allesamt auch Arbeitskolleginnen sind) gibt es nur eine, die die eheliche Bindung vehement verteidigt.
Jérôme, der Mann einer dieser Freundinnen, unternimmt einen Selbstmordversuch, weil seine Entlassung droht, wird aber durch das resolute Eingreifen von Marie und seiner Frau Gabrielle gerettet. Um ihm zu helfen, verabredet sich Marie (erstmals seit fünf Jahren wieder) mit ihrem Ex-Gatten Georges, der die mit der Fusionierung mehrerer Modefirmen verbundene Rationalisierung an einflussreicher Stelle begleitet. Spätnachts zurück von dem Treff, wird sie von Serge erwartet, der seinen Verdacht bestätigt sieht, sie habe ihn wegen eines „Anderen“ verlassen. Betrunken und eifersüchtig, wird er sogar handgreiflich. Nachdem er sich beruhigt hat, gesteht er ihr, er habe sich in die Arbeit verbissen, weil er geglaubt habe, nur so vor ihr bestehen zu können.
Georges wiederum, der jetzt weiß, dass Marie allein lebt, geht auf ihr Angebot ein, ein neuerliches Rendezvous zu verabreden. Sie verbringen eine Liebesnacht, in der sie auch Ungeklärtes aus ihrer Ehe aufarbeiten. Von da an treffen sie sich öfter, ohne damit seine aktuelle Beziehung zu der sehr viel jüngeren Laurence in Frage stellen zu wollen.
Als Jérômes Neustart scheitert und sein zweiter Selbstmordversuch gelingt, kommen sich Marie und Gabrielle noch näher und fassen den Entschluss zusammenzuziehen – mit dem Wissen, dass Marie erneut schwanger ist, diesmal von Georges. Bei einem vorläufig letzten Treffen mit ihm fühlt sich Marie in ihrem Glauben bestätigt, sie könne offenbar „nicht Mann und Kind zur selben Zeit“ haben, denn Georges teilt ihr mit, dass er die Firma und Paris verlassen werde – mit seiner Freundin, die für ihn „alles stehen und liegen“ lasse. So verschweigt Marie ihm ihre Schwangerschaft. Auf den Vorwurf einer der Freundinnen, das aufwachsende Kind habe dann „nur sie“, entgegnet Gabrielle selbstbewusst: „Sie und mich.“

## Entstehung
Romy Schneider brachte am 21. Juli 1977 ihre Tochter Sarah zur Welt und arbeitete nur wenig bis zum Sommer 1978, als die Dreharbeiten zu Eine einfache Geschichte begannen, ihrer letzten Zusammenarbeit mit Claude Sautet. Zu ihrem vierzigsten Geburtstag wollte er Romy eine Rolle auf den Leib schreiben und ihrem Wunsch nachkommen, den sie kurz zuvor geäußert hatte: „Ich hätte gerne, dass du eine Frauengeschichte schreibst, denn ich habe die Nase voll von den ewigen Männergeschichten.“ Die Protagonistin Marie, die zwei Männer gleichermaßen liebt, sollte das Wesen der Schauspielerin Romy Schneider spiegeln, die ständige Gratwanderung einer innerlich zugleich starken und labilen Frau, um konkret zu veranschaulichen, was sich Sautet unter moderner weiblicher Sensibilität vorstellte. Von Romy uneingeschränkt fasziniert, die er als „Synthese aller Frauen“ verehrte, war Sautet dennoch kritisch mit ihr, ließ ihr nichts durchgehen, prüfte jede Haltung, jedes Lächeln, jede Mimik, die ihm aufgrund der engen Beziehung zu ihr vertraut waren.

## Rezeption

### Veröffentlichung
Eine einfache Geschichte wurde bei seinem Kinostart in Frankreich (am 22. November 1978) einhellig gelobt und ein echter Kassenschlager. In der Bundesrepublik Deutschland war er erstmals am 19. Januar 1979 zu sehen. Im selben Jahr wurde er zudem in Belgien (Gent), Dänemark, den Niederlanden, Portugal, den USA und in Spanien veröffentlicht. Im März 1982 lief er in Ungarn an und im Juli 1991 in Japan. Weitere Veröffentlichungen erfuhr er in Argentinien, Bulgarien, Brasilien, Griechenland, Italien und in Polen.
Der Film wurde am 10. Dezember 2010 mit einer deutschen Tonspur von der Universum Film GmbH auf DVD veröffentlicht.

### Kritik
„Claude Sautets leises, hervorragend gespieltes Drama kreist um die Schwierigkeiten des privaten Glücks – und spiegelt auf kongeniale Weise auch das Leben seiner Hauptdarstellerin.“

„Wie in früheren Filmen schildert Claude Sautet wechselnde Schicksale, Bindungen und Krisen unter Männern und Frauen mittleren Alters. Die Frage nach dem Sinn ihres Tuns bleibt rhetorisch und wird durch Stimmungsmalerei überdeckt.“

### Auszeichnungen
Romy Schneider erhielt für ihre Darstellung 1979 einen César als beste Hauptdarstellerin des Jahres. Für den César nominiert wurden Claude Sautet in den Kategorien „Bester Film“ und „Bester Regisseur“, Claude Brasseur in der Kategorie „Bester Darsteller“, Arlette Bonnard und Éva Darlan in der Kategorie „Beste Nebendarstellerin“, Jean-Loup Dabadie und Claude Sautet in der Kategorie „Bestes Drehbuch“, Philippe Sarde in der Kategorie „Beste Musik“, Jean Boffety in der Kategorie „Beste Kamera“ und Pierre Lenoir in der Kategorie „Bester Sound“.
Eine zweite große Auszeichnung wurde Romy Schneider mit dem Special David bei den David di Donatello Awards 1979 zuerkannt.
Eine einfache Geschichte kandidierte 1980 für den Oscar in der Kategorie „Bester fremdsprachiger Film“. Die Auszeichnung ging jedoch an den deutschen Beitrag Die Blechtrommel.